# Tickled
Pour plus de détails, voir Fiche technique et Distribution.
Tickled est un film néo-zélandais réalisé par David Farrier et Dylan Reeve, sorti en 2016. Un complément a été diffusé sur HBO en 2017 sous le titre The Tickle King.

## Synopsis
Le journaliste David Farrier enquête sur d'étranges compétitions rémunérées de chatouilles. Les organisateurs refusent d'être interviewés en raison de l'homosexualité du journaliste et envoient de menaces de poursuites judiciaires. Le journaliste décide de persévérer dans son enquête.

## Fiche technique
- Titre : Tickled
- Réalisation : David Farrier et Dylan Reeve
- Musique : Rodi Kirkcaldy et Florian Zwietnig
- Photographie : Dominic Fryer
- Montage : Simon Coldrick
- Production : Carthew Neal
- Société de production : A Ticklish Tale, Fumes Production et Horseshoe Films
- Pays :  Nouvelle-Zélande
- Genre : Documentaire
- Durée : 92 minutes
- Dates de sortie : 
  -  Nouvelle-Zélande : 26 mai 2016
  -  États-Unis : 17 juin 2016

## Accueil
Le film a reçu un accueil favorable de la critique. Il obtient un score moyen de 76 % sur Metacritic.